# 88vier
91.0 (eigener Slogan: 91.0 - Deine Stadt, dein Programm) ist ein nicht-kommerzieller Hörfunksender aus Berlin. Alex Offener Kanal Berlin sieht sich selbst als Pilotprojekt, denn hinter dem Senderverbund stehe „ein Zusammenschluss aus Ausbildungs- und Bürgerradios, freien und multikulturellen Radios und in Berlin ansässigen Web-Radios“, den es so bisher weder in Berlin noch in einem anderen Bundesland gegeben habe.

## Ausstrahlung

### UKW
Technisch wird die Sendeabwicklung von Alex Offener Kanal Berlin umgesetzt, der auch für die Signalzuführung zu den Senderstandorten verantwortlich ist. Seit dem 19. Mai 2016 befindet sich der 200-Watt-Hauptsender (Sender Berlin-Schöneberg mit der Frequenz 88,4 MHz) auf dem Dach des ehemaligen Fernmeldeamtes 1 in Berlin-Schöneberg. Vorher war der Standort das Postbank-Hochhaus am Halleschen Ufer in Kreuzberg. Zusätzlich ist auf dem Fernmeldeturm Schäferberg ein 100-Watt-Sender auf 90,7 MHz in Betrieb. Damit ist 88vier überall in Potsdam, Wannsee und einigen angrenzenden Teilen Brandenburgs zu empfangen. Jedoch wird auf den Frequenzen 88,4 MHz und 90,7 MHz ein anderer Verbund freier Radios gesendet. Alex Offener Kanal sendet in Berlin auf 91,0 MHz.

### Audiostream
Der Livestream von 88vier wurde über die Firma Rosebud Media angeboten:
Dieser ist in 128 kbps und 192 kbps jeweils als MP3-, Ogg- oder [ACC]-Stream abrufbar.
Der Sender Alex bespielt außer in den bei 91.0 geschalteten Zeiten einen eigenen Stream rund um die Uhr.

## Geschichte

### Das erste Jahr 2010/2011
Die Medienanstalt Berlin-Brandenburg (MABB) beschloss auf einer Sitzung am 10. und 11. Mai 2010 die Berliner UKW-Frequenzen 88,4 MHz und 90,7 MHz an den Senderverbund 88vier zu vergeben. Im ersten Jahr waren die Partner ALEX-Radio, BLN.FM, Pi Radio, reboot.fm, multicult.fm, Ohrfunk, Medienkonkret e. V. und TwenFM. Das Veranstaltungsradio Herbstradio hatte sich auch um Sendezeit bei der MABB auf 88,4 MHz beworben, ging jedoch leer aus.
Die Radioinitiativen und der Offene Kanal Berlin senden jeweils zu von der MABB für sie festgelegten Sendezeiten, die jährlich neu ausgeschrieben werden. Alle Partner würden unter dem gemeinsamen Namen 88vier auftreten.
Zu Pfingsten 2010 startete 88vier anlässlich des Karneval der Kulturen mit einem Sonderprogramm, während dessen multicult.fm live von der Karnevalstrecke sendete. Zunächst präsentierten die teilnehmenden Partnersender ihr jeweiliges Programmvorhaben am Samstag, dem 22. Mai 2010. Ab dem 25. Mai 2010 wurde der reguläre Sendebetrieb aufgenommen.

### Das zweite Jahr 2011/2012
In seiner Sitzung am 19. Mai 2011 beschloss der Medienrat der MABB die neue Programmstruktur für die nichtkommerziellen UKW-Hörfunkfrequenzen 88,4 MHz und 90,7 MHz. Die neue Programmstruktur sieht weiterhin Sendezeiten für die Programmmacher von ALEX-Radio, Pi Radio, reboot.fm, TwenFM, multicult.fm, Ohrfunk und Infothek vor. Neu zugelassen wurden die Radioinitiativen Freies Radio Potsdam, Colaboradio und Studio Ansage. Start für das zweite Sendejahr war der 23. Mai 2011.
Nicht zustande kam der von Pi Radio im Zuge der zweiten 88vier-Ausschreibung erbetene allabendliche „Community-Radio-Bereich“, wo die Sendezeit der betreffenden 88vier-Sendepartner gemeinsam und unabhängig von der MABB verwaltet werden könnte.

„Zwar war die Medienanstalt Berlin Brandenburg (mabb) offen für dieses Mehr an Selbstverwaltung. Doch die drei Sendepartner, die das hätten bewerkstelligen müssen (Pi Radio, Twen.Fm und Reboot.Fm), konnten sich bei zwei von ihm moderierten Treffen aufgrund von verschiedenen Radio-„Ideologien“ nicht einigen, erklärt Steffen Meyer, der bei der mabb die Frequenz 88vier betreut.“

### Das dritte und vierte Jahr 2012/2014
Am 19. April 2012 tagte der Medienrat Berlin Brandenburg und beschloss die neuen Bedingungen für den Betrieb von 88vier. Es wurde eine nunmehr zweijährige statt bisher einjährige Lizenz für die teilnehmenden Radios festgelegt. Der einzigen auf 88vier vertretenen Radioinitiative aus dem Land Brandenburg, dem Freien Radio Potsdam (Frrapó), wurde auf eine Vorlage des zuständigen MABB-Mitarbeiters Herrn Meyer hin die Sendelizenz mit umstrittenen Begründungen nicht verlängert. Nach nur einem Jahr schied Frrapó wieder aus. Demnach wären für die nächste Lizenzperiode auf dem 88vier-Sendeverbund erneut nur Berliner Radios vertreten. Weiterhin wurde der Ohrfunk nicht mehr eigenständig lizenziert und ByteFM Berlin neu in den Verbund aufgenommen.
Der von den vier Freien Radios aus Berlin und Brandenburg beantragte „Community-Radio-Bereich“ wurde für Colaboradio, Pi Radio und Studio Ansage genehmigt. In diesem Bereich können die drei Vertreter nun ihre Sendezeiten gemeinsam und unabhängig von der MABB verwalten. Da dem Freien Radio Potsdam die Lizenz verwehrt wurde und allen anderen Antragstellern außer ALEX-Radio die Sendezeiten massiv beschnitten wurden, fordern die vier Freien Radios aus Berlin-Brandenburg in einem Offenen Brief vom 27. April 2012 eine Korrektur der MABB-Entscheidung.
Am 15. Mai 2012 beschloss der Medienrat die Rücknahme des Lizenzentzuges für Frrapó und auch der geplanten Verschiebung des Sendebeginns für die Freien Radios von 19 auf 20 Uhr. Dem voraus gingen klärende Gespräche zwischen Frrapó und Herrn Meyer, aber auch bedauernde Meldungen der lokalen Presse und eine breite Solidaritätsbekundung des Bundesverbandes Freier Radios und seiner Mitglieder.

## Lizenznehmer (bis 20. Mai 2012)
- multicult.fm (multicult radio+medienproduktion gUG)

Sendefenster: Montag bis Freitag von 6:00 Uhr bis 10:00 Uhr sowie Samstag und Sonntag von 6:00 Uhr bis 12:00 Uhr
- Ohrfunk.de (Medieninitiative blinder und sehbehinderter Menschen in Deutschland e. V.)

Sendefenster: Montag bis Freitag von 10:00 bis 11:00 Uhr
- MedienKonkret e. V. Medienakademie (Erstes Berliner Ausbildungsradio)

Sendefenster: Montag bis Freitag von 11:00 bis 12:00 Uhr
- Alex-Radio (Offener Kanal Berlin)

Sendefenster: Montag bis Freitag von 12:00 bis 19:00 Uhr sowie Samstag und Sonntag von 10:00 Uhr bis 17:00 Uhr
- Freies Radio Potsdam (Frrapó)

Sendefenster: Montag von 19:00 bis 2:00 Uhr
- Studio Ansage und Colaboradio

Sendefenster: Dienstag von 2:00 Uhr bis 6:00 Uhr und von 19:00 bis 6:00 Uhr
- Pi Radio (Initiative Radiopiloten und Glashaus e. V./Brotfabrik)

Sendefenster: Mittwoch und Donnerstag von 20:00 bis 6:00 Uhr
- reboot.fm Freies Kultur Radio aus Berlin (Klubradio unlimited GmbH)

Sendefenster: Freitag von 19:00 bis 22:00 Uhr, Samstag und Sonntag von 17:00 bis 22:00 Uhr
- TwenFM (Twen.FM)

Sendefenster: Freitag bis Sonntag von 22:00 bis 6:00 Uhr
|                   | Montag                    | Dienstag                  | Mittwoch      | Donnerstag    | Freitag       | Samstag      | Sonntag      |
| ----------------- | ------------------------- | ------------------------- | ------------- | ------------- | ------------- | ------------ | ------------ |
| 6:00 – 10:00 Uhr  | multicult FM              | multicult FM              | multicult FM  | multicult FM  | multicult FM  | multicult FM | multicult FM |
| 10:00 – 11:00 Uhr | Ohrfunk                   | Ohrfunk                   | Ohrfunk       | Ohrfunk       | Ohrfunk       | multicult FM | multicult FM |
| 11:00 – 12:00 Uhr | MedienKonkret             | MedienKonkret             | MedienKonkret | MedienKonkret | MedienKonkret | multicult FM | multicult FM |
| 12:00 – 17:00 Uhr | ALEX-Radio                | ALEX-Radio                | ALEX-Radio    | ALEX-Radio    | ALEX-Radio    | ALEX-Radio   | ALEX-Radio   |
| 17:00 – 19:00 Uhr | ALEX-Radio                | ALEX-Radio                | ALEX-Radio    | ALEX-Radio    | ALEX-Radio    | reboot.fm    | reboot.fm    |
| 19:00 – 22:00 Uhr | Frrapó                    | Studio Ansage/Colaboradio | Pi Radio      | Pi Radio      | reboot.fm     | reboot.fm    | reboot.fm    |
| 22:00 – 2:00 Uhr  | Frrapó                    | Studio Ansage/Colaboradio | Pi Radio      | Pi Radio      | TwenFM        | TwenFM       | TwenFM       |
| 2:00 – 6:00 Uhr   | Studio Ansage/Colaboradio | Studio Ansage/Colaboradio | Pi Radio      | Pi Radio      | TwenFM        | TwenFM       | TwenFM       |

## Lizenznehmer (21. Mai 2012 - 14. oder 15. Dezember 2018)
- multicult.fm (multicult radio+medienproduktion gUG)

Sendefenster: Montag bis Freitag von 6:00 Uhr bis 9:00 Uhr und Samstag/Sonntag von 6:00 Uhr bis 12:00 Uhr
- MedienKonkret e. V. Medienakademie (Erstes Berliner Ausbildungsradio)

Sendefenster: Montag bis Freitag 9:00 bis 10:00 Uhr
- ByteFM Berlin (Ableger eines kommerziellen Anbieters aus Hamburg)

Sendefenster: Montag bis Freitag 10:00 bis 12:00 Uhr
- Alex-Radio (Offener Kanal Berlin)

Sendefenster: Montag bis Freitag von 12:00 bis 19:00 Uhr und Samstag/Sonntag von 12:00 Uhr bis 20:00 Uhr
- Community-Radio mit Studio Ansage, Colaboradio Pi Radio und Freies Radio Potsdam (Frrapó)

Sendefenster: Montag bis Donnerstag 19:00 bis 06:00 Uhr
- reboot.fm Freies Kultur Radio aus Berlin (Klubradio unlimited GmbH)

Sendefenster: Freitag bis Sonntag von 20:00 bis 00:00 Uhr
- TwenFM (Onlineplattform für Musikstreams und Live-DJ-Sets)

Sendefenster: Samstag bis Montag von 0:00 bis 6:00 Uhr
|                   | Montag                                                                 | Dienstag                                                               | Mittwoch                                                               | Donnerstag                                                             | Freitag                                                                | Samstag      | Sonntag      |
| ----------------- | ---------------------------------------------------------------------- | ---------------------------------------------------------------------- | ---------------------------------------------------------------------- | ---------------------------------------------------------------------- | ---------------------------------------------------------------------- | ------------ | ------------ |
| 0:00 – 6:00 Uhr   | TwenFM                                                                 | Community-Radiobereich Studio Ansage / Colaboradio / Pi Radio / Frrapó | Community-Radiobereich Studio Ansage / Colaboradio / Pi Radio / Frrapó | Community-Radiobereich Studio Ansage / Colaboradio / Pi Radio / Frrapó | Community-Radiobereich Studio Ansage / Colaboradio / Pi Radio / Frrapó | TwenFM       | TwenFM       |
| 6:00 – 9:00 Uhr   | multicult FM                                                           | multicult FM                                                           | multicult FM                                                           | multicult FM                                                           | multicult FM                                                           | multicult FM | multicult FM |
| 9:00 – 10:00 Uhr  | MedienKonkret                                                          | MedienKonkret                                                          | MedienKonkret                                                          | MedienKonkret                                                          | MedienKonkret                                                          | multicult FM | multicult FM |
| 10:00 – 12:00 Uhr | ByteFM Berlin                                                          | ByteFM Berlin                                                          | ByteFM Berlin                                                          | ByteFM Berlin                                                          | ByteFM Berlin                                                          | multicult FM | multicult FM |
| 12:00 – 14:00 Uhr | ALEX-Radio                                                             | ALEX-Radio                                                             | ALEX-Radio                                                             | ALEX-Radio                                                             | ALEX-Radio                                                             | ALEX-Radio   | Ohrfunk      |
| 14:00 – 19:00 Uhr | ALEX-Radio                                                             | ALEX-Radio                                                             | ALEX-Radio                                                             | ALEX-Radio                                                             | ALEX-Radio                                                             | ALEX-Radio   | ALEX-Radio   |
| 19:00 – 20:00 Uhr | Community-Radiobereich Studio Ansage / Colaboradio / Pi Radio / Frrapó | Community-Radiobereich Studio Ansage / Colaboradio / Pi Radio / Frrapó | Community-Radiobereich Studio Ansage / Colaboradio / Pi Radio / Frrapó | Community-Radiobereich Studio Ansage / Colaboradio / Pi Radio / Frrapó | ALEX-Radio                                                             | ALEX-Radio   | ALEX-Radio   |
| 20:00 – 24:00 Uhr | Community-Radiobereich Studio Ansage / Colaboradio / Pi Radio / Frrapó | Community-Radiobereich Studio Ansage / Colaboradio / Pi Radio / Frrapó | Community-Radiobereich Studio Ansage / Colaboradio / Pi Radio / Frrapó | Community-Radiobereich Studio Ansage / Colaboradio / Pi Radio / Frrapó | reboot.fm                                                              | reboot.fm    | reboot.fm    |

## Lizenznehmer (ab 15. Dezember 2018)
- Freie Radios Berlin Brandenburg

Sendefenster: Montag 6:00 Uhr bis Freitag 6:00 Uhr
- 24/3 Radio Netzwerk Berlin e. V.

Sendefenster: Freitag 6:00 Uhr bis Montag 6:00 Uhr